# Lomonossovita
La lomonossovita és un mineral de la classe dels silicats, que pertany al grup de la murmanita. Rep el nom en honor de Mikhaïl Vassílievitx Lomonóssov (Михаил Васильевич Ломоносов) (19 de novembre de 1711 - 15 d'abril de 1765), erudit que va fer contribucions a les àrees de ciències naturals, química, física, mineralogia, història, art, filologia i llenguatge. Va escriure diversos llibres sobre geologia/mineralogia i va descobrir la llei de la constància dels angles interfacials, relacionant-ho amb l'estructura interior dels cristalls.

## Característiques
La lomonossovita és un silicat de fórmula química Na₅Ti₂(Si₂O₇)(PO₄)O₂. Es tracta d'una espècie aprovada per l'Associació Mineralògica Internacional, i publicada per primera vegada el 1950. Cristal·litza en el sistema triclínic. La seva duresa a l'escala de Mohs es troba entre 3 i 4.
Segons la classificació de Nickel-Strunz, la lomonossovita pertany a «09.BE - Estructures de sorosilicats, amb grups Si₂O₇, amb anions addicionals; cations en coordinació octaèdrica [6] i major coordinació» juntament amb els següents minerals: wadsleyita, hennomartinita, lawsonita, noelbensonita, itoigawaïta, ilvaïta, manganilvaïta, suolunita, jaffeïta, fresnoïta, baghdadita, burpalita, cuspidina, hiortdahlita, janhaugita, låvenita, niocalita, normandita, wöhlerita, hiortdahlita I, marianoïta, mosandrita, nacareniobsita-(Ce), götzenita, hainita, rosenbuschita, kochita, dovyrenita, baritolamprofil·lita, ericssonita, lamprofil·lita, ericssonita-2O, seidozerita, nabalamprofil·lita, grenmarita, schüllerita, lileyita, murmanita, epistolita, vuonnemita, sobolevita, innelita, fosfoinnelita, yoshimuraïta, quadrufita, polifita, bornemanita, xkatulkalita, bafertisita, hejtmanita, bykovaïta, nechelyustovita, delindeïta, bussenita, jinshajiangita, perraultita, surkhobita, karnasurtita-(Ce), perrierita-(Ce), estronciochevkinita, chevkinita-(Ce), poliakovita-(Ce), rengeïta, matsubaraïta, dingdaohengita-(Ce), maoniupingita-(Ce), perrierita-(La), hezuolinita, fersmanita, belkovita, nasonita, kentrolita, melanotekita, til·leyita, kil·lalaïta, stavelotita-(La), biraïta-(Ce), cervandonita-(Ce) i batisivita.

## Formació i jaciments
Va ser descoberta a la pegmatita núm. 65 de la vall del riu Chinglusuai, al districte de Lovozero (óblast de Múrmansk, Rússia). També ha estat trobada a nombrosos altres indrets de la província russa de Múrmansk, així com al dipòsit d'urani de Kvanefjeld, al complex d'Ilímaussaq (Groenlàndia).